# Bernard Tekpetey
Bernard Tekpetey (Accra, 3 september 1997) is een Ghanees-Bulgaars voetballer die doorgaans uitkomt als rechtsbuiten. In juli 2021 verruilde hij Schalke 04 voor Loedogorets. Tekpetey maakte in 2017 zijn debuut in het Ghanees voetbalelftal.

## Clubcarrière
Tekpetey speelde in de jeugd van UniStar Soccer Academy tot 2016. In februari van dat jaar maakte hij de overstap naar Schalke 04, nadat hij de club had overtuigd tijdens een oefenstage. Zijn debuut maakte hij op 24 november 2016, toen in de groepsfase van de UEFA Europa League gespeeld werd tegen OGC Nice. Tekpetey begon in de aanval samen met Jevhen Konopljanka, die na veertien minuten de score opende. Tien minuten voor tijd versierde de Ghanees een strafschop, die door Dennis Aogo benut werd. Hierdoor won Schalke met 2–0. Tekpetey kreeg in de vijftigste minuut een gele kaart van scheidsrechter Aliyar Ağayev, die hem in de derde minuut van de blessuretijd opnieuw deze kaart toonde, waardoor hij het veld moest verlaten. Aan het einde van het seizoen 2016/17 verlengde de aanvaller zijn verbintenis bij Schalke met twee seizoenen tot medio 2020. Hierop werd hij verhuurd aan Rheindorf Altach. Na een halfjaar keerde Tekpetey op eigen verzoek terug naar Schalke. In de tweede helft van het seizoen 2017/18 kwam de Ghanees niet in actie voor Schalke en in de zomer daarop liet de club hem vertrekken naar SC Paderborn, waar hij voor drie jaar tekende. Tekpetey beleefde een succesvol seizoen en wist met Paderborn promotie af te dwingen naar de Bundesliga. Hierna haalde Schalke Tekpetey terug naar Gelsenkirchen via een terugkoopclausule in zijn contract. Hij werd direct voor twee seizoenen verhuurd aan Fortuna Düsseldorf. Na een jaar keerde de aanvaller terug naar Schalke, waarna hij opnieuw voor twee seizoenen verhuurd werd, ditmaal aan Loedogorets Razgrad. Na een jaar werd deze verhuurperiode omgezet in een definitieve overgang.

## Clubstatistieken
| Seizoen | Club                  | Competitie    | Competitie | Competitie | Beker | Beker | Internationaal | Internationaal | Totaal | Totaal |
| Seizoen | Club                  | Competitie    | Wed.       | Dlp.       | Wed.  | Dlp.  | Wed.           | Dlp.           | Wed.   | Dlp.   |
| ------- | --------------------- | ------------- | ---------- | ---------- | ----- | ----- | -------------- | -------------- | ------ | ------ |
| 2016/17 | Schalke 04            | Bundesliga    | 2          | 0          | 0     | 0     | 1              | 0              | 2      | 0      |
| 2017/18 | → Rheindorf Altach    | Bundesliga    | 10         | 1          | 2     | 2     | —              | —              | 12     | 3      |
| 2017/18 | Schalke 04            | Bundesliga    | 0          | 0          | 0     | 0     | —              | —              | 0      | 0      |
| 2018/19 | SC Paderborn          | 2. Bundesliga | 32         | 10         | 4     | 1     | —              | —              | 36     | 11     |
| 2019/20 | Schalke 04            | Bundesliga    | —          | —          | —     | —     | —              | —              | 0      | 0      |
| 2019/20 | → Fortuna Düsseldorf  | Bundesliga    | 9          | 0          | 1     | 0     | —              | —              | 10     | 0      |
| 2020/21 | → Loedogorets Razgrad | Parva Liga    | 25         | 2          | 3     | 2     | 9              | 0              | 37     | 4      |
| 2021/22 | Loedogorets Razgrad   | Parva Liga    | 24         | 10         | 4     | 0     | 9              | 0              | 37     | 10     |
| 2022/23 | Loedogorets Razgrad   | Parva Liga    | 27         | 8          | 7     | 1     | 15             | 1              | 49     | 10     |
| 2023/24 | Loedogorets Razgrad   | Parva Liga    | 30         | 10         | 4     | 1     | 15             | 4              | 49     | 15     |
| 2024/25 | 1                     | 0             | 0          | 0          | 5     | 2     | 6              | 2              |        |        |
| Totaal  | Totaal                | Totaal        | 160        | 41         | 25    | 7     | 54             | 7              | 239    | 55     |

Bijgewerkt op 18 april 2025.

## Interlandcarrière
Tekpetey werd in 2017, zonder interlands achter zijn naam, door bondscoach Avram Grant opgenomen in de voorselectie van het Ghanees voetbalelftal voor het Afrikaans kampioenschap 2017. Hij overleefde hierna de schifting voor de definitieve toernooiselectie. Tijdens de eerste twee wedstrijden van Ghana stond Tekpetey langs de kant. In de derde groepswedstrijd werd door een doelpunt van Mohamed Salah met 1–0 verloren van Egypte. De vleugelspeler begon op de reservebank, maar in de tweeënzeventigste minuut mocht hij invallen voor Samuel Tetteh. In de halve finale werd met 2–0 verloren van latere toernooiwinnaar Kameroen. In de wedstrijd om de derde plaats tegen Burkina Faso mocht Tekpetey in de basis starten en hij werd twintig minuten voor tijd vervangen door André Ayew. Door een binnengeschoten vrije trap van Alain Traoré verloor Ghana met 1–0 en eindigde het als vierde op het toernooi.
| Interlands van Bernard Tekpetey voor Ghana | Interlands van Bernard Tekpetey voor Ghana | Interlands van Bernard Tekpetey voor Ghana | Interlands van Bernard Tekpetey voor Ghana | Interlands van Bernard Tekpetey voor Ghana | Interlands van Bernard Tekpetey voor Ghana |
| №                                          | Datum                                      | Wedstrijd                                  | Uitslag                                    | Competitie                                 | Goals                                      |
| Als speler bij Schalke 04                  | Als speler bij Schalke 04                  | Als speler bij Schalke 04                  | Als speler bij Schalke 04                  | Als speler bij Schalke 04                  | Als speler bij Schalke 04                  |
| ------------------------------------------ | ------------------------------------------ | ------------------------------------------ | ------------------------------------------ | ------------------------------------------ | ------------------------------------------ |
| 1                                          | 25 januari 2017                            | Egypte – Ghana                             | 1 – 0                                      | AK 2017                                    |                                            |
| 2                                          | 4 februari 2017                            | Burkina Faso – Ghana                       | 1 – 0                                      | AK 2017                                    |                                            |

Bijgewerkt op 18 april 2025.

## Erelijst
| Parva Liga               | 1 | 2020/21, 2021/22 |
| Soeperkoepa na Balgarija | 1 | 2021, 2022       |